# Eredivisie (mannenhandbal) 1997/98
De Eredivisie is de hoogste afdeling van het Nederlandse handbal bij de heren op landelijk niveau. In het seizoen 1997/1998 werd ANOVA/E&O voor de vijfde keer landskampioen. Direkt Mail/Caesar en Hellas degradeerden naar de Eerste divisie.
Met ingang van het seizoen 1997/1998 werd er begonnen met een nieuwe competitieopzet. De degradatiepoule werd geïntroduceerd en er kwamen vijf kampioenswedstrijden in plaats van drie kampioenswedstrijden.

## Opzet
Eerst speelden de tien ploegen een reguliere competitie, de nummers een tot en met vijf van deze reguliere competitie speelden in de kampioenspoule, waarvan de beste twee zich kwalificeren voor de Best of Five-serie. De winnaar van deze serie werd de landskampioen van Nederland. De nummers zes tot en met tien speelden in de degradatiepoule. De laagst geklasseerde ploeg in de degradatiepoule degradeerde rechtstreeks naar de eerste divisie. De een na laatste speelde een wedstrijd tegen de verliezer van het duel tussen de kampioenen van de beide eerste divisies, om één plaats in de eredivisie.

## Teams
| Club               | Plaats   | Provincie     | Trainers                                           | Hal           |
| ------------------ | -------- | ------------- | -------------------------------------------------- | ------------- |
| Thrifty/Aalsmeer   | Aalsmeer | Noord-Holland | Pieter Tier                                        | Proosdijhal   |
| Inrada/Blauw-Wit   | Neerbeek | Limburg       | Wiel Mayntz Paul Coenen ontslagen op februari 1998 | De Haamen     |
| Direkt Mail/Caesar | Beek     | Limburg       | Lou Reubsaet                                       | De Haamen     |
| ANOVA/E&O          | Emmen    | Drenthe       | Joop Fiege                                         | Angelslo      |
| Hellas             | Den Haag | Zuid-Holland  |                                                    | Hellashal     |
| Horn/Sittardia     | Sittard  | Limburg       | Bosse Johansson                                    | Stadssporthal |
| Swift Arnhem       | Arnhem   | Gelderland    |                                                    | Elderveld     |
| HVM/Tachos         | Waalwijk | Noord-Brabant | Piotr Konitz                                       | Taxandriahal  |
| Hirschmann/V&L     | Geleen   | Limburg       | Wil Jacobs                                         | Glanerbrook   |
| Volendam           | Volendam | Noord-Holland |                                                    | de Seinpaal   |

## Reguliere competitie
| Pos | Club               | Wed | Ptn | Opmerking                           |
| --- | ------------------ | --- | --- | ----------------------------------- |
| 1   | Thrifty/Aalsmeer   | 18  | 33  | Gekwalificeerd voor kampioenspoule  |
| 2   | Horn/Sittardia     | 18  | 31  | Gekwalificeerd voor kampioenspoule  |
| 3   | ANOVA/E&O          | 18  | 29  | Gekwalificeerd voor kampioenspoule  |
| 4   | Hirschmann/V&L     | 18  | 21  | Gekwalificeerd voor kampioenspoule  |
| 5   | HVM/Tachos         | 18  | 18  | Gekwalificeerd voor kampioenspoule  |
| 6   | Inrada/Blauw-Wit   | 18  | 17  | Gekwalificeerd voor degradatiepoule |
| 7   | Volendam           | 18  | 13  | Gekwalificeerd voor degradatiepoule |
| 8   | Hellas             | 18  | 12  | Gekwalificeerd voor degradatiepoule |
| 9   | Direkt Mail/Caesar | 18  | 6   | Gekwalificeerd voor degradatiepoule |
| 10  | Swift Arnhem       | 18  | 0   | Gekwalificeerd voor degradatiepoule |

## Nacompetitie

### Degradatiepoule
| Pos | Club               | Wed | Ptn | BP | Opmerking                      |
| --- | ------------------ | --- | --- | -- | ------------------------------ |
| 1   | Volendam           | 8   | 16  | 4  |                                |
| 2   | Inrada/Blauw-Wit   | 8   | 14  | 5  |                                |
| 3   | Swift Arnhem       | 8   | 9   | 1  |                                |
| 4   | Direkt Mail/Caesar | 8   | 8   | 2  | Degradatie naar eerste divisie |
| 5   | Hellas             | 8   | 8   | 3  | Degradatie naar eerste divisie |

### Kampioenspoule
| Pos | Club             | Wed | Ptn | BP | Opmerking                        |
| --- | ---------------- | --- | --- | -- | -------------------------------- |
| 1   | Thrifty/Aalsmeer | 8   | 17  | 5  | Gekwalificeerd voor Best of Five |
| 2   | ANOVA/E&O        | 8   | 14  | 3  | Gekwalificeerd voor Best of Five |
| 3   | Horn/Sittardia   | 8   | 12  | 4  |                                  |
| 4   | Hirschmann/V&L   | 8   | 6   | 2  |                                  |
| 5   | HVM/Tachos       | 8   | 6   | 1  |                                  |

## Best of Five
|  | Thrifty/Aalsmeer | 20 - 24 | ANOVA/E&O | De Bloemhof, Aalsmeer |
|  |                  |         |           | De Bloemhof, Aalsmeer |
|  |                  |         |           | De Bloemhof, Aalsmeer |

|  | ANOVA/E&O | 25 - 24 | Thrifty/Aalsmeer | Angelslo, Emmen |
|  |           |         |                  | Angelslo, Emmen |
|  |           |         |                  | Angelslo, Emmen |

|  | Thrifty/Aalsmeer | 31 - 27 | ANOVA/E&O | De Bloemhof, Aalsmeer |
|  |                  |         |           | De Bloemhof, Aalsmeer |
|  |                  |         |           | De Bloemhof, Aalsmeer |

|  | ANOVA/E&O | 27 - 20 | Thrifty/Aalsmeer | Angelslo, Emmen |
|  |           |         |                  | Angelslo, Emmen |
|  |           |         |                  | Angelslo, Emmen |

|  | Thrifty/Aalsmeer | v | ANOVA/E&O | De Bloemhof, Aalsmeer |
|  |                  |   |           | De Bloemhof, Aalsmeer |
|  |                  |   |           | De Bloemhof, Aalsmeer |

## Handballer van het jaar
Op 18 september 1998 werd Jan de Bakker van ANOVA/E&O tot handballer van het jaar uitgeroepen.

## Trivia
- De nacompetitiewedstrijd Direkt Mail/Caesar tegen Hellas op 13 april 1998 werd onreglementair verklaard wegens het terugdraaien van de speelklok. Tijdens dit duel, waarin zes rode kaarten, 27 strafworpen en 23 tijdstraffen voorkwamen, kreeg de doelman van Hellas een tijdstraf van twee minuten. Echter had de coach van Hellas een andere speler hierin voor de plaats ingebracht. Op het moment dat de scheidsrechters dit vernamen, werd tevens de klok onreglementair 35 secondes teruggedraaid. De inhaalwedstrijd zou in eerste instantie alleen de laatste dertien minuten worden overgespeeld, echter werd hier ook bezwaar tegen gemaakt. Uiteindelijk werd de gehele tweede helft overgespeeld en de wedstrijd eindigde in een gelijkspel. Hierdoor degradeerde Hellas alsnog.